# Manteca de cerdo

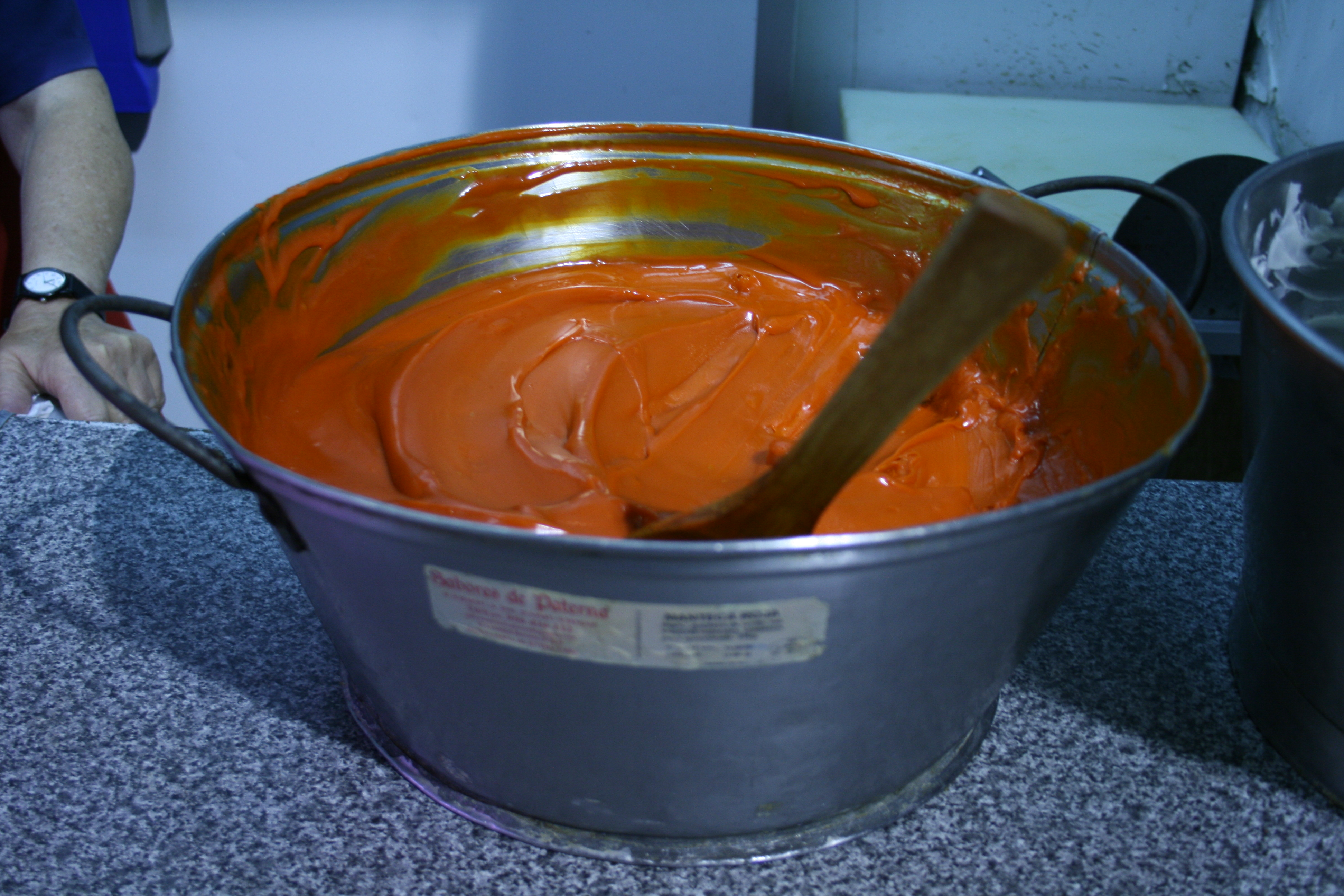
Manteca colorá, en un barreño, puesta a la venta en un mercado andaluz.

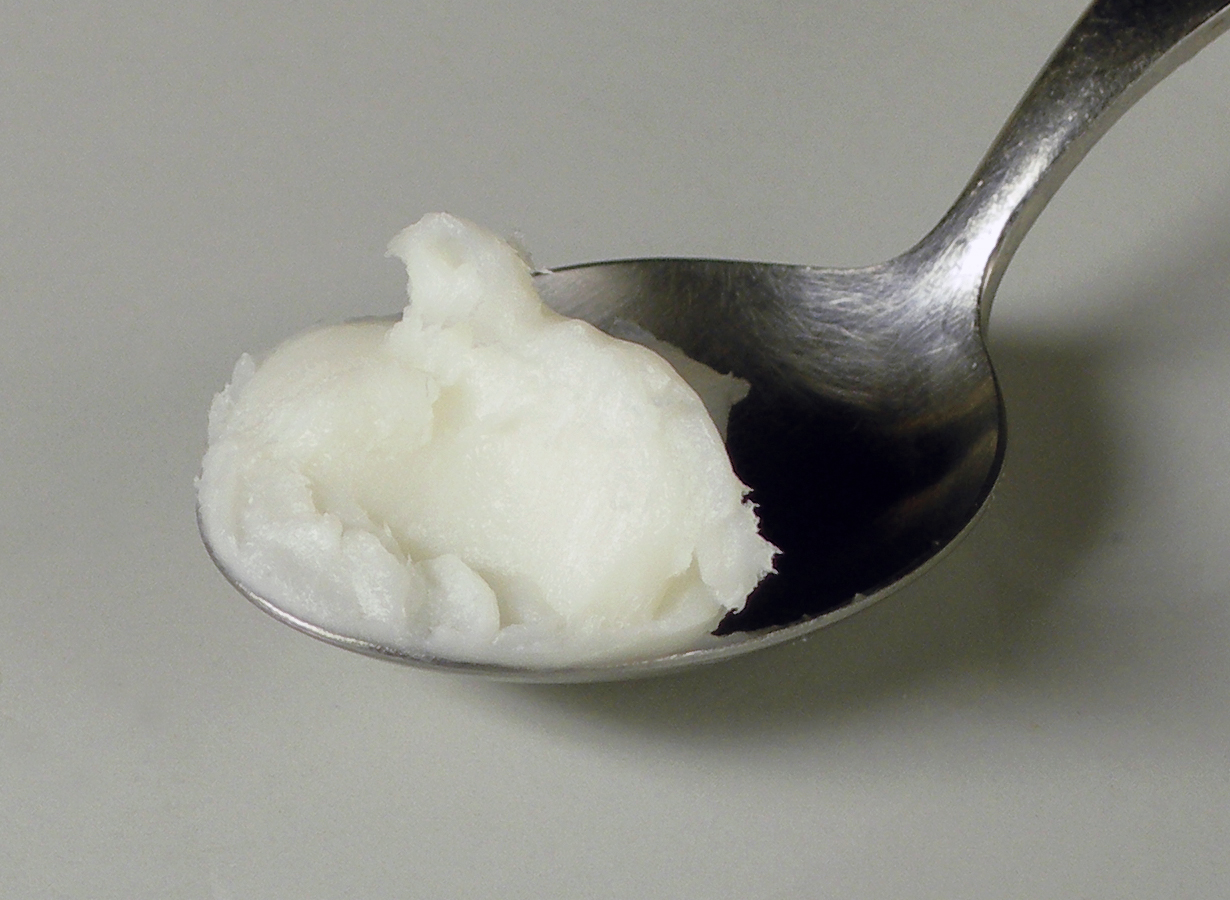
Cuchara mostrando una porción de manteca de cerdo.

La manteca de cerdo es la parte grasa del cerdo empleada en la elaboración de ciertos platos. En algunas ocasiones se emplea como ingrediente. En ciertas cocinas se emplea como elemento graso en la fritura de ciertos alimentos, aunque en los medios rurales se ha empleado también como ingrediente graso en la elaboración de jabones, también se usa el unto para el típico caldo gallego, suele ser una manteca agria; se utiliza en el caldo gallego usando una pequeña cantidad.

## Historia

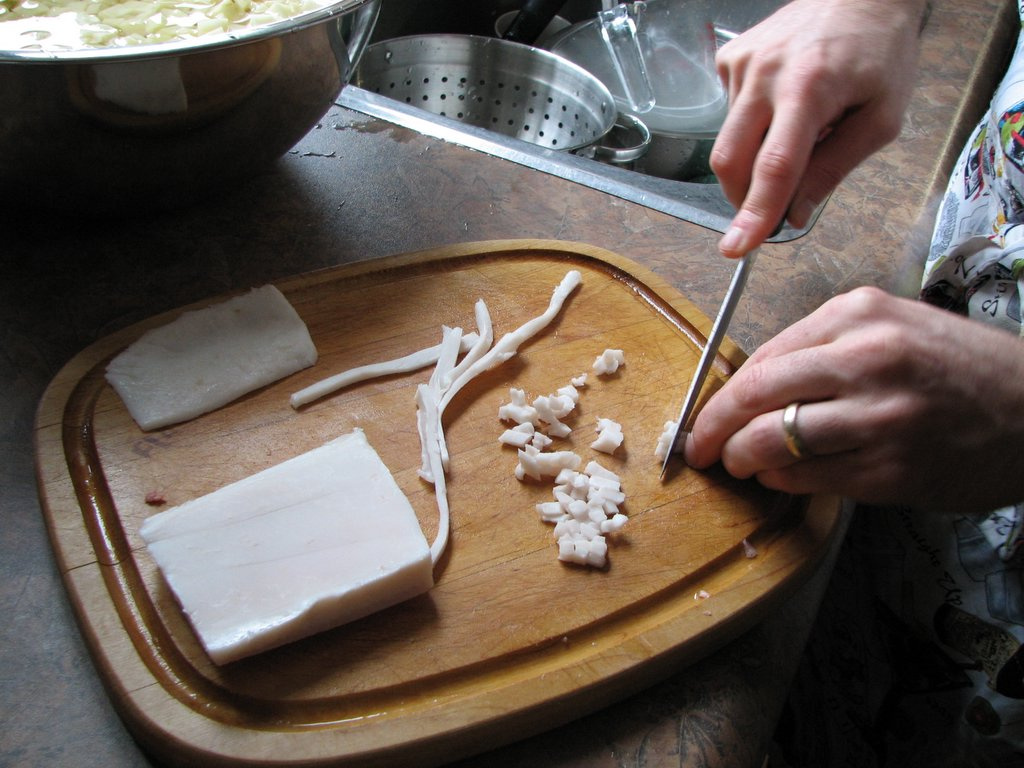
Corte de grasa cruda para preparar tourtière.

La manteca de cerdo ha sido siempre un importante alimento para cocinar y hornear en las culturas en las que la carne de cerdo es un elemento dietético importante, siendo la grasa de cerdo a menudo un producto tan valioso como la carne de cerdo.
Durante el siglo XIX, la manteca de cerdo se utilizaba de forma similar a la mantequilla en Norteamérica y en muchas naciones europeas. La manteca de cerdo siguió siendo tan popular como la mantequilla a principios del siglo XX y se utilizó ampliamente como sustituto de la mantequilla durante la Segunda Guerra Mundial. Al ser un subproducto fácilmente disponible de la producción porcina moderna, la manteca de cerdo había sido más barata que la mayoría de los aceites vegetales, y era común en la dieta de muchas personas hasta que la revolución industrial hizo que los aceites vegetales fueran más comunes y más asequibles. Las mantecas vegetales se desarrollaron a principios del siglo XX, lo que permitió utilizar grasas vegetales en la repostería y en otros usos en los que se requerían grasas sólidas. La novela La Jungla, de Upton Sinclair, aunque ficticia, mostraba a hombres que caían en las cubas de fundición y se vendían como manteca de cerdo, lo que generó una publicidad negativa.
A finales del siglo XX, la manteca de cerdo empezó a considerarse menos saludable que los aceites vegetales (como el aceite de oliva y el girasol) por su alto contenido en ácidos grasos saturados y colesterol. Sin embargo, a pesar de su reputación, la manteca de cerdo tiene menos grasas saturadas, más grasas insaturadas y menos colesterol que una cantidad igual de mantequilla en peso. La manteca de cerdo no hidrogenada no contiene grasas trans. También se ha considerado un "alimento de los pobres".
Muchos restaurantes de las naciones occidentales han eliminado el uso de la manteca de cerdo en sus cocinas debido a las restricciones dietéticas relacionadas con la salud de muchos de sus clientes,[cita requerida] y las restricciones dietéticas religiosas basadas en el cerdo, como el Kashrut y el Halal, hacen que algunos panaderos sustituyan la manteca de cerdo por sebo de vacuno.
Sin embargo, en la década de 1990 y principios de 2000, los cocineros y panaderos redescubrieron los valores culinarios únicos de la manteca de cerdo, lo que llevó a una rehabilitación parcial de esta grasa entre los "foodies"[cita requerida]. La publicidad negativa sobre el contenido en grasas trans de los aceites vegetales parcialmente hidrogenados de la manteca vegetal ha impulsado en parte esta tendencia. El chef y escritor gastronómico Rick Bayless es un destacado defensor de las virtudes de la manteca de cerdo para ciertos tipos de cocina.
También se está volviendo a popularizar en el Reino Unido entre los aficionados a la cocina tradicional británica. Esto provocó una "crisis de la manteca de cerdo" a finales de 2004.

## Características
La manteca del cerdo forma parte de las grasas animales. Suele proceder del vientre del cerdo (Sus scrofa domestica) o del peritoneo (denominado también manto del cerdo). Suele ser de aspecto sólido a temperatura ambiente. Su color es entre blanquecino y lechoso. Los ácidos grasos más habituales en la manteca son: ácido oleico, ácido esteárico, ácido palmítico . Este tipo de grasa suele ponerse rancia si no se manipula de forma adecuada.
Es un alimento que contiene esencialmente lípidos y muy rico en energía con 896 kcal por 100 gramos.
Composición en grasa:
|                       | Porcentaje |
| --------------------- | ---------- |
| Ácido oleico          | 41,2       |
| Ácido palmítico       | 23,8       |
| Ácido esteárico       | 13,5       |
| Ácido linoleico       | 10,2       |
| Ácido mirístico       | 1,3        |
| Ácido alfa-linolénico | 1,0        |
| Ácido erucástico      | 1,0        |
| Ácido láurico         | 0,2        |
| Ácido cáprico         | 0,1        |

### Composición física
Según Martinenghi:
- Índice de refracción (40 °C): 1,4586-1,4607
- Peso específico a 15 °C: 0,931-0,938 g/ml
- Punto de fusión: 28-49 °C
- Punto de solidificación: 22-32 °C
- Título (punto de solidificación de ácidos grasos): 34-40 °C
- Índice de yodo: 46-66
- número de saponificación: 195-200
- insaponificable: 0,2-0,4%
- Acidez (número de ácidos grasos fijos): 95-96
- número de sulfocianógenos: aproximadamente 44,2

### Variación en la composición
La manteca de cerdo se compone principalmente de grasas, es decir, triglicéridos.  En general la manteca de cerdo es similar al sebo en su composición. Aproximadamente el 20 % de la manteca de cerdo es triglicérido aquiral con ácido palmítico en el carbono 2 y ácido oleico en los carbonos 1 y 3. Los cerdos que han sido alimentados con dietas diferentes tendrán manteca de cerdo con un contenido de ácidos grasos y un índice de yodo significativamente diferentes. Por lo tanto, los cerdos alimentados con maní o los cerdos alimentados con bellotas criados para Jamón ibérico producen un tipo de manteca de cerdo algo diferente en comparación con los cerdos criados en granjas norteamericanas que se alimentan con maíz.

## Punto de vista nutricional
Por ser un lípido de origen animal posee una cantidad considerable de ácidos grasos saturados y colesterol, por lo cual contribuye al desarrollo y funcionamiento hormonal del ser humano y en general de mamíferos. El colesterol es precursor bioquímico de hormonas como DHEA, testosterona, progesterona, estrógenos, prolactina, cortisol, colecalciferol (vitamina D3), etc.

## Usos

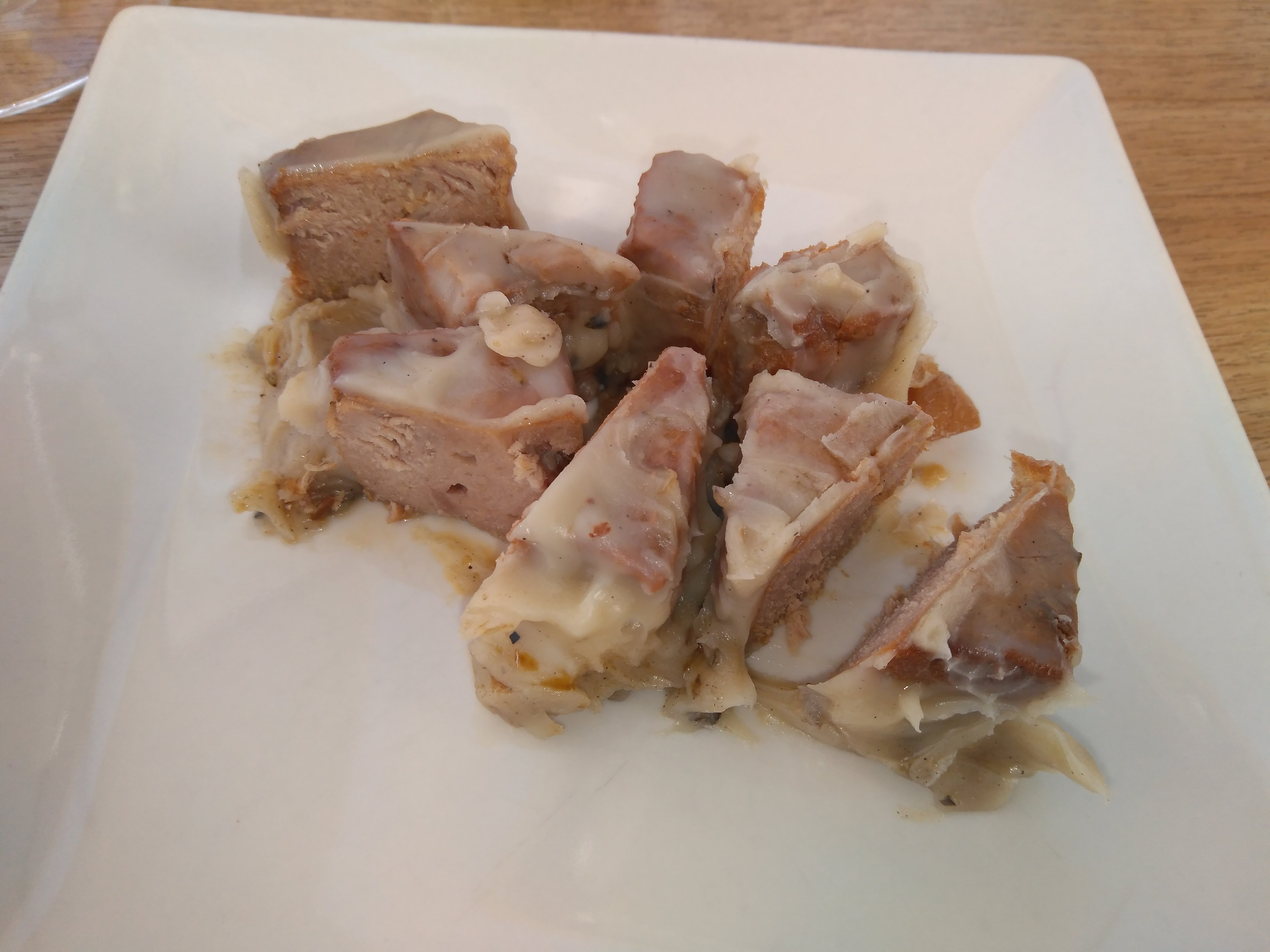
Chicharrones de atún en manteca de cerdo.

Se emplea la manteca de cerdo en diversas cocinas de todo el mundo. Entre los mayores consumidores se encuentra la cocina china, en algunos países de Europa (entre los que se encuentra la cocina española) y recientemente la cocina estadounidense (Empleada en la fritura de las patatas fritas y en la repostería).

### Culinarios
La manteca de cerdo posee diversos usos, principalmente en preparaciones culinarias diversas. Una de las más habituales es como elemento graso en las frituras de otros alimentos, bien sean verduras, carnes o pescados.
En la cocina andaluza es empleada untada en los desayunos: manteca colorá o zurrapa de lomo.
En la elaboración de embutidos (tras la matanza del cerdo) suele emplearse como relleno de los mismos en conjunción con el magro. Es uno de los ingredientes de la morcilla de Burgos. 

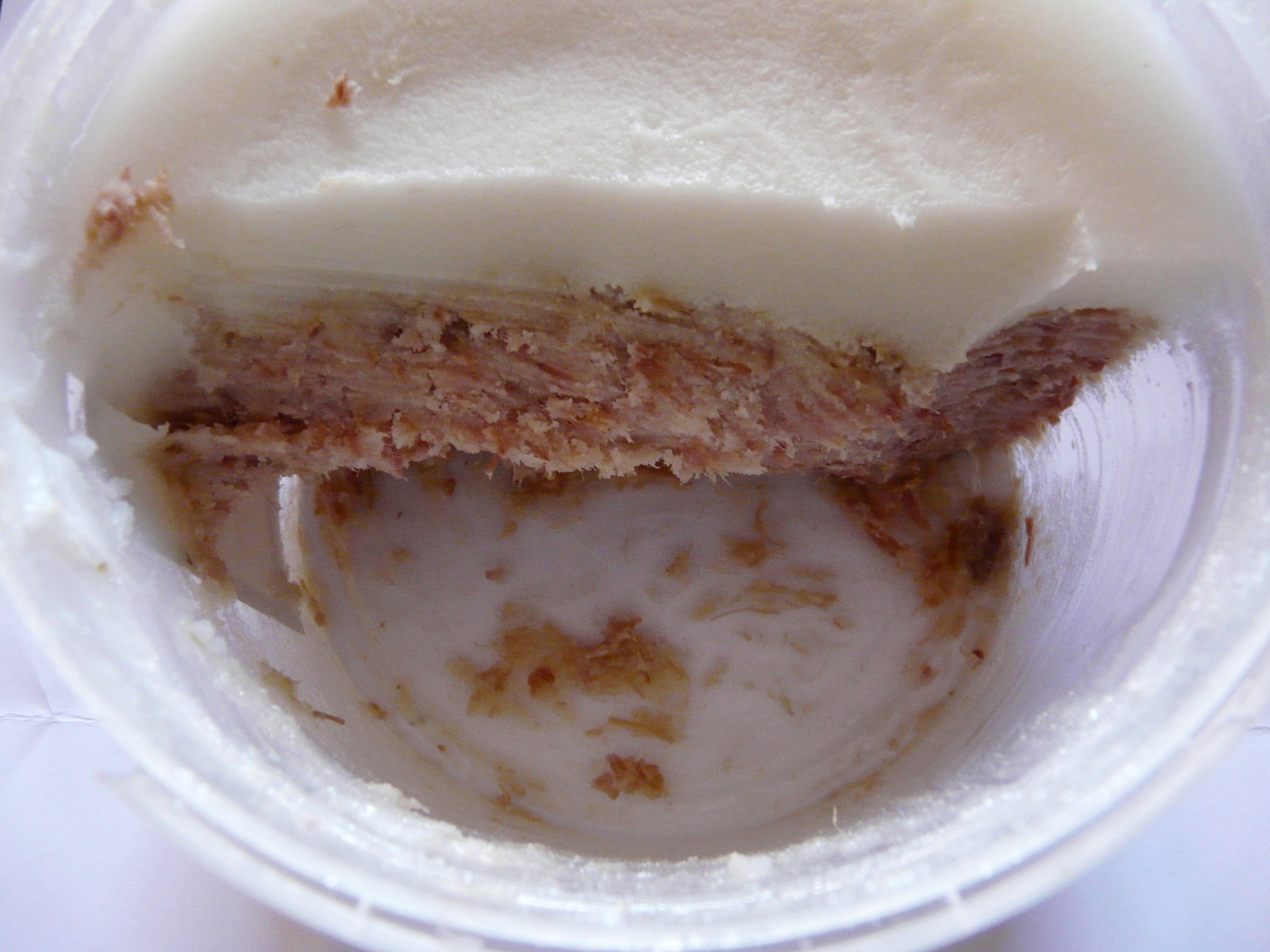
Manteca de cerdo como conservante de zurrapa de lomo

Es frecuente su uso mezclada con harina como parte de la elaboración de masas diversas. Por ejemplo es un ingrediente en la elaboración de la masa quebrada o el hojaldre
En cocina española se emplea a menudo como conservante, en algunas zonas se rellenan vasijas de barro, u orzas,  con manteca y chacinería diversa, generalmente chorizo o lomo.
La manteca de cerdo es un ingrediente de muchos dulces, entre los que se pueden citar a los mantecados o los polvorones.
Llamada en catalán saïm y saín en español dio origen al nombre de la ensaimada.
En Italia se llama strutto, y su uso probablemente se remonta a los etruscos. Fue suplantado por el aceite de oliva, cuya producción se extendió entre los siglos VIII y VI a. C. Recuperó importancia en la Edad Media, bajo la influencia de las invasiones bárbaras. Es una grasa todavía muy presente en Lombardía, Emilia-Romaña, Las Marcas y Campania, donde aporta un carácter umami a las preparaciones en las que se integra, como un “potenciador del sabor”. Es un ingrediente esencial en muchas preparaciones: en las masas de ciertos panes y palitos de pan (pizza, brioches, piadina de Las Marcas y Emilia-Romaña, schiacciatina de Mantua, crescentina modenese y gnocco fritto de Módena, coppia ferrarese IGP de Ferrara, taralli de Apulia). ...); en tartas y donuts (erbazzone de Emilia-Romaña, casatiello de Nápoles, seadas y pardulas de Cerdeña...). En repostería aporta una textura quebradiza (cannolo de Sicilia, sfogliatella de Nápoles, etc.). Se utiliza para freír gracias a su elevado punto de humo (250 °C, chiacchiere de carnaval, patacia lombarda, etc.).

### No culinarios
Se emplea en los medios rurales en la elaboración de jabón. Forma parte (junto con la sosa cáustica) de uno de los ingredientes principales en su elaboración. Era habitual emplear la manteca de cerdo que había pasado ya algún tiempo, con ligeros toques rancios.
También es adecuada para el proceso de curado de las sartenes de hierro fundido, al soportar bastante temperatura.

## Producción mundial
| Principales productores de Manteca de cerdo (2018) (toneladas) | Principales productores de Manteca de cerdo (2018) (toneladas) |
| -------------------------------------------------------------- | -------------------------------------------------------------- |
| China                                                          | 2.544.847                                                      |
| Alemania                                                       | 549.989                                                        |
| Brasil                                                         | 508.600                                                        |
| Estados Unidos                                                 | 447.474                                                        |
| Rusia                                                          | 434.100                                                        |
| Italia                                                         | 215.513                                                        |
| Polonia                                                        | 174.649                                                        |
| Rumania                                                        | 148.997                                                        |
| Francia                                                        | 146.519                                                        |
| México                                                         | 143.842                                                        |

## Producción
La manteca de cerdo puede obtenerse de cualquier parte del cerdo que tenga una alta concentración de tejido graso. El grado más alto de manteca, conocido como manteca de hoja, se obtiene del depósito de grasa visceral que rodea los riñones y el interior del lomo. La manteca de cerdo de hoja tiene poco sabor a cerdo, por lo que es ideal para su uso en productos de panadería, donde se valora por su capacidad de producir cortezas de pastel escamosas y húmedas. El siguiente grado más alto se obtiene del lomo de cerdo, la dura grasa subcutánea entre la piel del lomo del cerdo y el músculo. El grado más bajo (a efectos de transformación en manteca de cerdo) se obtiene de la grasa  blanda que rodea los órganos digestivos, como el intestino delgado, aunque esta grasa suele utilizarse directamente como envoltorio para asar carnes magras o en la fabricación de patés.
La manteca de cerdo puede ser obtenida mediante dos procesos: húmedo o seco. En el método húmedo, la grasa de cerdo se hierve en agua o se cuece al vapor a alta temperatura y la manteca, que es insoluble en agua, se desnata de la superficie de la mezcla o se separa en una centrifugadora industrial. En el reciclaje en seco, la grasa se expone a altas temperaturas en una sartén u horno sin agua (un proceso similar al de la fritura del tocino). Los dos procesos dan productos algo diferentes. La manteca de cerdo procesada en húmedo tiene un sabor más neutro, un color más claro y un punto de humo alto. La manteca de cerdo procesada en seco es algo más marrón y tiene un sabor caramelizado y un punto de humo más bajo.
La manteca de cerdo producida industrialmente, incluida gran parte de la que se vende en los supermercados, se obtiene a partir de una mezcla de grasa de alta y baja calidad procedente de todo el cerdo. La manteca de cerdo suele estar hidrogenada para mejorar su estabilidad a temperatura ambiente. La manteca de cerdo hidrogenada que se vende a los consumidores suele contener menos de 0,5 g de grasas trans por cada porción de 13 g. La manteca de cerdo también suele tratarse con agentes blanqueadores y desodorizantes, emulsionantes y antioxidantes como el BHT. Estos tratamientos la hacen más consistente y evitan su deterioro. (La manteca de cerdo no tratada debe refrigerarse o congelarse para evitar la ranciedad.)